# José Fortunato Álvarez Valdéz

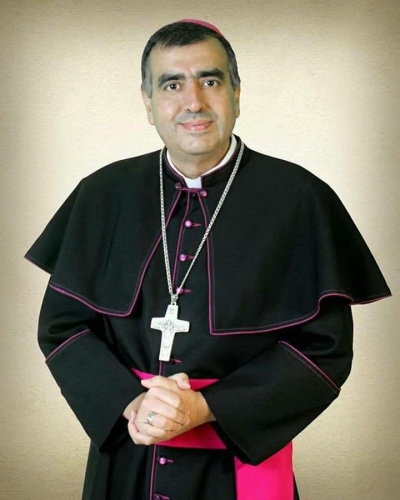
José Fortunato Álvarez Valdéz

José Fortunato Álvarez Valdéz (* 8. November 1967 in Mexicali, Mexiko; † 7. November 2018 ebenda) war ein mexikanischer Geistlicher und römisch-katholischer Bischof von Gómez Palacio.

## Leben
José Fortunato Álvarez Valdéz studierte ab 1993 an den Seminaren von Tijuana und Mexicali. Er empfing am 31. Mai 1998 das Sakrament der Priesterweihe für das Bistum Mexicali. Im selben Jahr wurde er Professor am dortigen Priesterseminar, zudem war er von 1998 bis 2003 bischöflicher Sekretär in Mexicali, was er erneut ab 2012 war. Von 2008 bis 2012 war Álvarez zudem Generalprovikar des Bistums Mexicali.
Am 30. Dezember 2015 ernannte ihn Papst Franziskus zum Bischof von Gómez Palacio. Der Apostolische Nuntius in Mexiko, Erzbischof Christophe Pierre, spendete ihm am 16. März des folgenden Jahres die Bischofsweihe. Mitkonsekratoren waren der Erzbischof von Durango, José Antonio Fernández Hurtado, und der Bischof von Mexicali, José Isidro Guerrero Macías.